# Убивство Вільяма Мак-Кінлі
42°56′19″ пн. ш. 78°52′25″ зх. д. / 42.938694444444° пн. ш. 78.873611111111° зх. д.
Вільяма Мак-Кінлі, 25-го президента Сполучених Штатів, застрелили на території Панамериканської виставки в Храмі музики в Буффало, штат Нью-Йорк, 6 вересня 1901 року, через шість місяців після початку його другого терміну. Він потискав руку публіці, коли анархіст Леон Чолгош двічі вистрілив йому в живіт. Мак-Кінлі помер 14 вересня від гангрени, викликаної ранами. Він був третім американським президентом, якого було вбито, після Авраама Лінкольна в 1865 році та Джеймса Гарфілда в 1881 році.